# Boxeuropameisterschaften 1998
Die 32. Herren-Boxeuropameisterschaften der Amateure 1998 wurden vom 17. bis zum 23. Mai 1998 in der belarussischen Hauptstadt Minsk ausgetragen. Dabei wurden 48 Medaillen in zwölf Gewichtsklassen vergeben. Es nahmen 180 Sportler aus 38 Staaten teil.

## Ergebnisse
| Klasse                          | Gold                         | Silber                     | Bronze                                                    |
| Halbfliegengewicht (bis 48 kg)  | Sergei Kasakow Russland      | Ivanas Stapovičius Litauen | Pál Lakatos Ungarn Oleh Kyrjuchin Ukraine                 |
| Fliegengewicht (bis 51 kg)      | Wolodymyr Sydorenko Ukraine  | Ilfat Radsjapow Russland   | Wachtang Dartschinjan Armenien Ramas Gasaschwili Georgien |
| Bantamgewicht (bis 54 kg)       | Serhij Daniltschenko Ukraine | Marian Alexandru Roumänien | Raimkul Malachbekow Russland Reidar Walstad Norwegen      |
| Federgewicht (bis 57 kg)        | Ramaz Paliani Türkei         | Artjom Simonjan Armenien   | Sajan Santschat Russland János Nagy Ungarn                |
| Leichtgewicht (bis 60 kg)       | Kay Huste Deutschland        | Koba Gogoladse Georgien    | Tigran Ouzlian Griechenland Artur Geworgjan Armenien      |
| Halbweltergewicht (bis 63,5 kg) | Dorel Simion Roumänien       | Nurhan Süleymanoğlu Türkei | Dmitri Pawluschenkow Russland Sjarhej Bykouski Belarus    |
| Weltergewicht (bis 67 kg)       | Oleg Saitow Russland         | Serhij Dsynsyruk Ukraine   | Darius Jasevičius Litauen Marian Simion Rumänien          |
| Halbmittelgewicht (bis 71 kg)   | Frédéric Esther Frankreich   | Ercüment Aslan Türkei      | Christopher Bessey England Adrian Diaconu Rumänien        |
| Mittelgewicht (bis 75 kg)       | Zsolt Erdei Ungarn           | Brian Magee Nordirland     | Jean-Paul Mendy Frankreich Dmitri Streltschinin Russland  |
| Halbschwergewicht (bis 81 kg)   | Alexander Lebsjak Russland   | Coutney Fry England        | Tomasz Adamek Polen Claudio Rîşco Rumänien                |
| Schwergewicht (bis 91 kg)       | Giacobbe Fragomeni Italien   | Sjarhej Dytschkou Belarus  | Jewgeni Makarenko Russland Kwamena Turkson Schweden       |
| Superschwergewicht (über 91 kg) | Alexei Lesin Russland        | Wolodymyr Lasebnik Ukraine | Sinan Şamil Sam Türkei Tofik Basisi Israel                |

## Medaillenspiegel
| Rang | Land         | Gold | Silber | Bronze | Gesamt |
| ---- | ------------ | ---- | ------ | ------ | ------ |
| 1    | Russland     | 4    | 1      | 5      | 10     |
| 2    | Ukraine      | 2    | 2      | 1      | 5      |
| 3    | Türkei       | 1    | 2      | 1      | 4      |
| 4    | Rumänien     | 1    | 1      | 2      | 4      |
| 5    | Ungarn       | 1    | 0      | 2      | 3      |
| 6    | Frankreich   | 1    | 0      | 1      | 2      |
| 7    | Bulgarien    | 1    | 0      | 0      | 1      |
| 7    | Italien      | 1    | 0      | 0      | 1      |
| 9    | Armenien     | 0    | 1      | 2      | 3      |
| 10   | Georgien     | 0    | 1      | 1      | 2      |
| 10   | England      | 0    | 1      | 1      | 2      |
| 12   | Nordirland   | 0    | 1      | 0      | 1      |
| 12   | Litauen      | 0    | 1      | 0      | 1      |
| 14   | Griechenland | 0    | 0      | 1      | 1      |
| 14   | Israel       | 0    | 0      | 1      | 1      |
| 14   | Norwegen     | 0    | 0      | 1      | 1      |
| 14   | Schweden     | 0    | 0      | 1      | 1      |
| 14   | Polen        | 0    | 0      | 1      | 1      |
|      | Gesamt       | 12   | 12     | 24     | 48     |